# Чугуков, Александр Петрович
Чугуков, Александр Петрович (6 сентября 1910, Камень, Алтайский край — 11 марта 2002, Новосибирск) — советский государственный и партийный деятель, с 1967 по 1984 год — директор Новосибирского академического театра оперы и балета, заслуженный работник культуры РСФСР (1976).

## Биография
В 1929 году окончил Каменскую десятилетку. Во время обучения в школе, в 1927 году, вступил в ряды ВЛКСМ.
В 1929—1932 годах состоял на советской и партийной работе (с сентября 1929 года по май 1930 года командирован на политпроветработу в аппарат районо Завьяловского района, в начале 1931 года командирован на работу в редакцию газеты «Ленинский путь» в качестве заведующего массовым отделом и заместителя редактора).
В 1932—1934 годах служил в рядах Рабоче-Крестьянской Красной Армии.
После демобилизации в сентябре 1934 года поступил, а в 1938 году окончил исторический факультет Томского педагогического института.
В 1938—1941 годах работал преподавателем истории Кемеровского педагогического училища.
В июне 1941 года мобилизован на фронт. За мужество и героизм, проявленные на фронтах Великой Отечественной войны, был награждён правительственными наградам. В марте 1946 года демобилизован.
В 1946—1948 годах — лектор Новосибирского обкома КПСС.
В 1948—1967 годах работал на выборных должностях партийных и советских учреждений Новосибирска. В 1951—1955 годах — секретарь Новосибирского горкома КПСС, в 1955—1958 годах — заведующий отделом пропаганды и агитации обкома КПСС, в 1958—1967 годах — заместитель председателя Новосибирского горисполкома.
В 1967—1984 годах — директор Новосибирского академического театра оперы и балета. В 1976 году присвоено почетное звание Заслуженный работник культуры РСФСР.

## Награды
Награждён орденами «Красной Звезды» и «Знак Почета», медалями — «За оборону Сталинграда», «За оборону Кавказа», «За взятие Данцига», «За победу над Германией в Великой Отечественной войне 1941—1945 гг.».